# یواس‌اس آلفا (۱۸۶۴)
یواس‌اس آلفا (۱۸۶۴) (به انگلیسی: USS Alpha (1864)) یک کشتی بود که طول آن ۷۲ فوت (۲۲ متر) بود. این کشتی در سال ۱۸۶۳ ساخته شد.